# 트릭트릭
트릭트릭(Trick-Trick, 1973년 6월 28일 ~ )은 미국의 힙합 가수이다. 디트로이트에서 태어났으며, 같은 디트로이트 출신인 에미넴, 로이스 다 5'9", 오비 트라이스 등과는 친한 관계이다.

## 음반 목록
정규 앨범
- The People vs. (2005)
- The Villain (2008)

믹스테잎
- The Landlord(Hosted by DJ Thrilla) (2011)
- The Godfather 3 (2014)